# Gruau (constructeur-carrossier)
Pour les articles homonymes, voir Gruau.
Le Groupe Gruau est une entreprise française d'aménagement de véhicules et de carrosserie sur véhicules utilitaires.

## Histoire
L'entreprise fondée à Laval en 1889 par René le Godais produit d'abord des charrettes. Marius Gruau, arrivé dans l'entreprise en 1929, se lance dans la transformation et l'aménagement des véhicules. La société porte en 1933 le nom de Gruau et produit des châssis de véhicules.
Décrochant une importante commande de 250 autocars pour l'armée de l'air, Gruau passe définitivement, en 1955, d'une activité artisanale à la dimension industrielle.
La société déménage à Saint-Berthevin en 1968, lorsque le nombre de 400 salariés est dépassé. Le site est depuis cette date, le siège du Groupe. 
Patrick Gruau prend les rênes de l'entreprise en 1985.
En 1995, Gruau décroche le Prix Français de la Qualité et accélère son expansion dans le domaine du véhicule utilitaire par des opérations de croissance externe. Au Mans, il rachète Isberg-Véhicules Isothermes et à Beaune, la société Picot, spécialisée dans les ambulances pour Sapeurs-Pompiers. La société se transforme alors en « Groupe » avec, en 1996, l’obtention du marché de Kangoo Grand Volume.
Deux ans plus tard, après avoir capté un appel d’offres d’aménagement de minibus pour Renault, il crée "Gruau Lorraine", près de Metz. 
En 2002, Gruau rachète la société "Labbé" à Lamballe, spécialisée dans le Fourgon Grand Volume 3,5 tonnes. La démarche d’internationalisation se poursuit en 2003 avec l’implantation de Gruau Iberica à Barcelone (Espagne), près de Renault et Nissan.

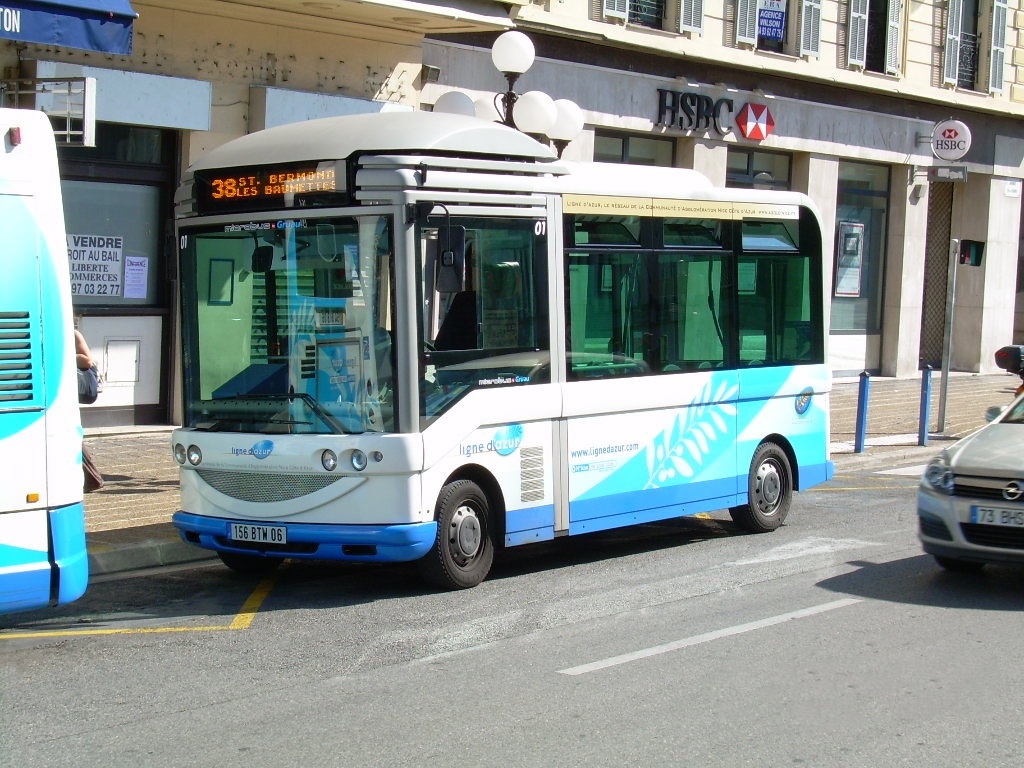
Gruau Microbus à Nice

En 2004, le carrossier mayennais devient constructeur et commercialise une nouvelle solution de transport urbain de personnes : le Microbus Gruau, qui évoluera quatre ans plus tard vers une version 100 % électrique et un partenariat avec le groupe Bolloré à qui Gruau confiera la globalité du projet fin 2011.
En 2008, Gruau conforte son site industriel du Mans comme spécialiste du BTP et intègre l’activité Bennes VU de Legras.
En 2009, le Groupe fête ses 120 ans et crée une société commerciale en Algérie.
En 2010, le Groupe achète la société GifaCollet (ambulances et fourgons funéraires) . 
En 2011, Gruau se lance sur le marché du véhicule utilitaire électrique en créent l’Electron. Fin 2011, une nouvelle activité pour le transport de chevaux est créée : Gruau Vans.
En 2012, pour conquérir de nouveaux marchés en Europe, Gruau crée le département Direction du Développement international. En septembre, Gruau aménage, à la demande du constructeur Renault, 2 kangoos ZE pour le pape Benoît XVI.

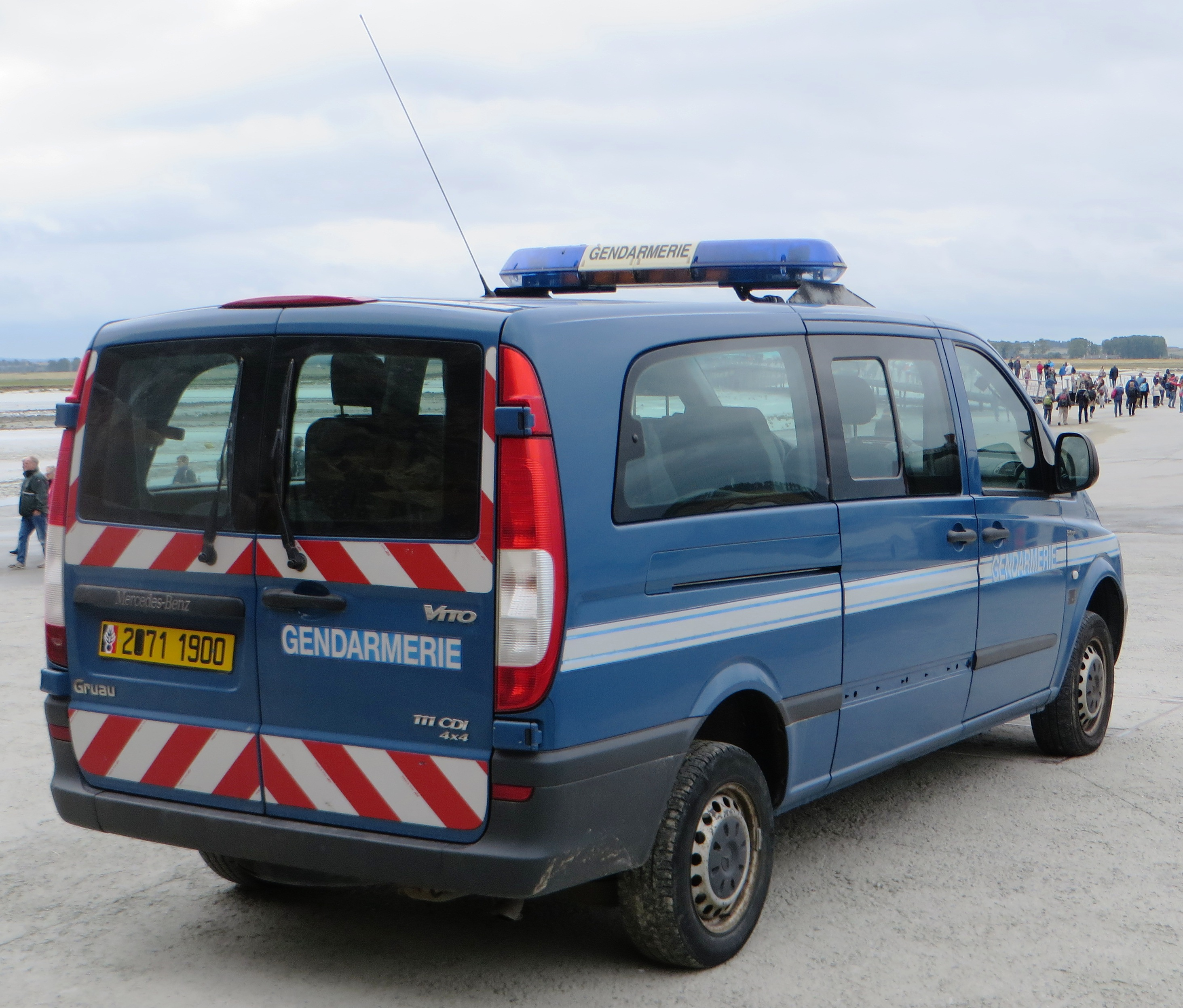
Un véhicule de la gendarmerie française carrossé par Gruau.

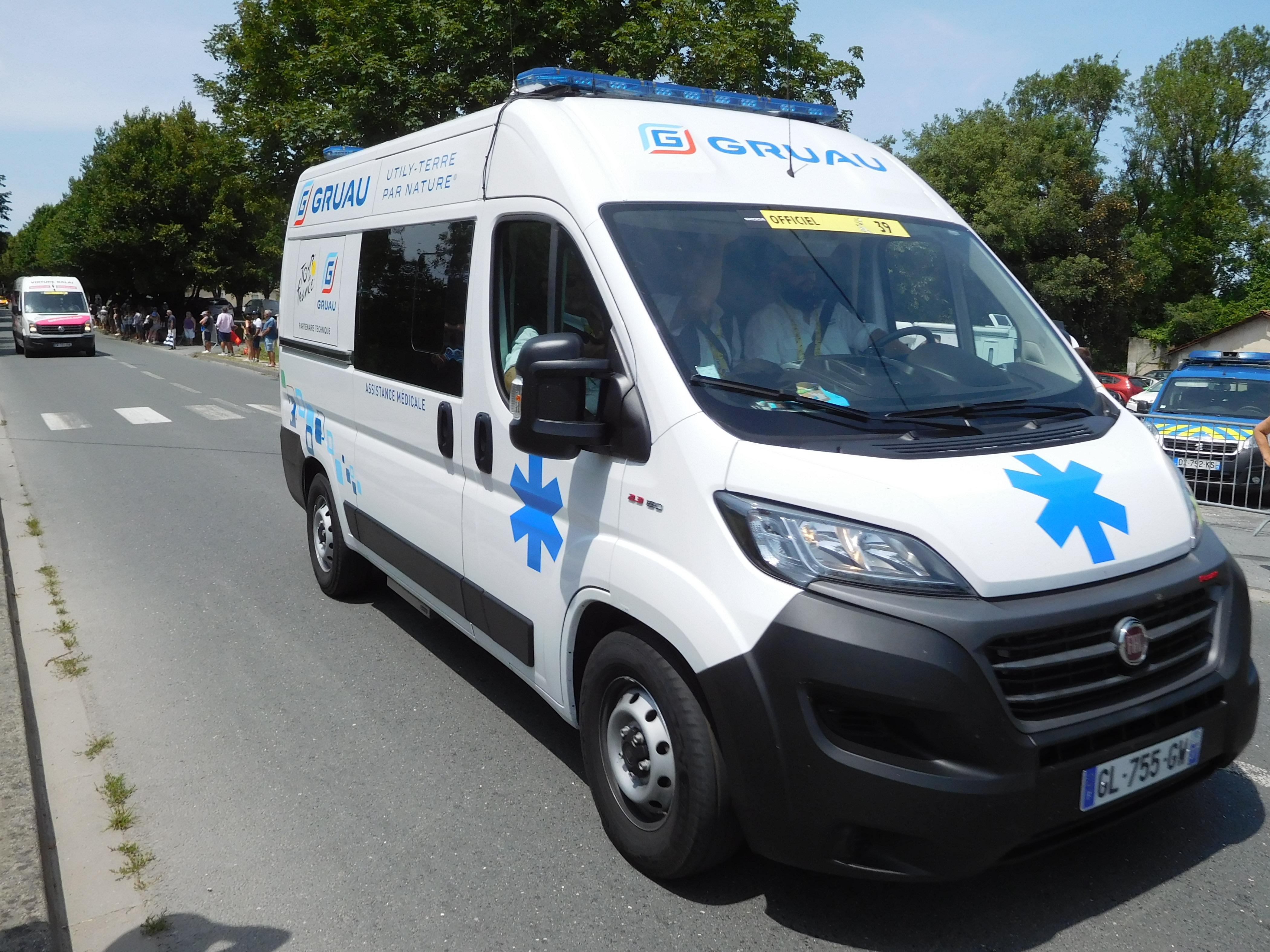
Un véhicule d'assistance médicale carrossé par Gruau.

En février 2013, le Groupe rachète la société Lanèry près de Lyon (spécialisée dans les aménagements de véhicules de Sapeurs-Pompiers). Après un appel d’offres du Ministère de l’Intérieur et en partenariat avec les constructeurs, Gruau obtient 70 % du marché des transformations auprès de l’UGAP (Union des Groupements d'Achats Publics). En octobre 2013, Gruau en partenariat avec Renault remporte un marché de 1 100 ambulances pour la DGPC.
En 2015, le Groupe crée Gruau USA à Kansas City,, et un second site de production s’ouvre en Pologne près de Varsovie. Cette même année, Gruau lance également la première gamme de véhicules utilitaires 3,5 tonnes 100 % électriques : l'Electron II, équipés d'une Chaîne de Traction Électrique conçue par Gruau.
En 2016, le Groupe annonce un plan d’investissement de 37 millions d’euros sur deux ans. Objectif : doubler le chiffre d’affaires en 2019. Le Français Gruau et l'Allemand Sortimo signent un partenariat commercial pour prendre 50 % des parts de Sortimo France qui devient : Sortimo by Gruau en France et dans le second semestre 2016, Gruau by Sortimo en Allemagne,.
Un boulevard porte le nom de Marius et René Gruau à Saint Berthevin. Après la Seconde Guerre mondiale, les frères Gruau remettent en place l'US Laval, dont Marius devient le président.